# Simtek
 Simtek  o Simulation Technology va ser un constructor de cotxes de competició britànic que va arribar a disputar curses a la Fórmula 1.
L'equip va ser fundat per Max Mosley i Nick Wirth l'any 1989 i va anar implicant-se a la F1 fent tota mena de tasques (construcció de túnels de vent, disseny i construcció de xassís…) fins a arribar a l'any 1994, en què ja va formar part del campionat amb equip propi.
Després del fracàs de l'equip Bravo de Wirth, va debutar a la primera cursa de la temporada 1994, al GP de Brasil disputat al circuit d'Interlagos el 27 de març del 1994.
L'equip va prendre part a un total de vint-i-un Grans Premis (amb quaranta monoplaces) disputats en dues temporades consecutives (1994 - 1995), aconseguint una novena posició com millor classificació en una cursa (en dues ocasions) i no assolint cap punt pel campionat del món de constructors.

## Resum
| Curses: | Victòries: | Pòdiums: | Poles: | Voltes ràpides: | Punts: |
| ------- | ---------- | -------- | ------ | --------------- | ------ |
| 21 (40) | 0          | 0        | 0      | 0               | 0      |